# STS-38
STS-38 est la septième mission de la Navette spatiale Atlantis. Elle a assuré une mission pour le département de la Défense des États-Unis.

## Équipage
- Commandant : Richard O. Covey (3)  États-Unis
- Pilote : Frank L. Culbertson (1)  États-Unis
- Spécialiste de mission 1 : Robert C. Springer (2)  États-Unis
- Spécialiste de mission 2 : Carl J. Meade (1)  États-Unis
- Spécialiste de mission 3 : Charles D. Gemar (1)  États-Unis

Le chiffre entre parenthèses indique le nombre de vols spatiaux effectués par l'astronaute au moment de la mission.

## Paramètres de la mission
Plusieurs des paramètres sont tenus secrets du fait de la nature de la mission.
- Périgée : 260 km
- Apogée : 269 km
- Inclinaison : 28,5°
- Période : 87,5 min

## Déroulement du vol
Le lancement était prévu pour juillet 1990, juste après le lancement de Columbia STS-35 repoussé à décembre à la suite de fuites répétitives sur le réservoir externe. On découvre le même problème sur Atlantis lors du remplissage du réservoir le 3 et le 25 juillet. Le lancement est repoussé à novembre, après STS-41. Atlantis est prête pour un lancement le 9, mais un problème avec la charge du DoD impose un délai supplémentaire de 6 jours. Décollage donc le 15 novembre. Un objet dénommé USA-67 fut déployé correctement. La NASA n'a guère donné de détails supplémentaires. Selon la revue américaine Aviation Week, la charge déployée serait un satellite de type Magnum ELINT (ELectronic INTelligence), envoyé ensuite sur une orbite géosynchrone. D'autres sources évoquent la possibilité que ce soit un satellite de type SDS-2, de même type que ceux déployés sur STS-28 & STS-53. La présence d'une seconde charge utile dans la soute est également suspectée. La mission fut prolongée d’un jour en raison d’une mauvaise météo à la base d'Edwards ; le mauvais temps persista le jour suivant et l’atterrissage fut transféré au centre spatial Kennedy. Aucune navette n'y n'avait atterri depuis la mission STS 51D en avril 1985.